# Slovinsko na Zimních olympijských hrách 2018
Slovinsko na Zimních olympijských hrách 2018 reprezentovalo 71 sportovců (52 mužů a 19 žen) v devíti sportech. Biatlonistovi Jakovi Fakovi se zde povedlo vybojovat historicky první slovinskou olympijskou medaili v biatlonu.

## Medailisté
| Medaile | Jméno     | Sport        | Soutěž                     | Datum     |
| ------- | --------- | ------------ | -------------------------- | --------- |
| Stříbro | Jakov Fak | Biatlon      | Vytrvalostní závod mužů    | 15. únor  |
| Bronz   | Žan Košir | Snowboarding | Paralelní obří slalom mužů | 24. února |